# Coptodon kottae
Coptodon kottae là một loài cá thuộc họ Cichlidae. Nó là loài đặc hữu của Cameroon.